# Куцобалківська сільська рада
| Куцобалківська сільська рада (до 2016 року — Котовська) — колишній орган місцевого самоврядування у Вільшанському районі Кіровоградської області з адміністративним центром у с. Куца Балка. Сільській раді підпорядковані населені пункти: - с. Куца Балка - с. Синюха - с. Степанівка |

## Склад ради
Рада складалася з 12 депутатів та голови.

### Керівний склад ради
| ПІБ                            | Основні відомості                                                 | Дата обрання | Дата звільнення |
| ------------------------------ | ----------------------------------------------------------------- | ------------ | --------------- |
| Пироженко Сергій Володимирович | Сільський голова, 1964 року народження, освіта, безпартійний      | 26.03.2006   | 31.10.2010      |
| Пироженко Сергій Володимирович | Сільський голова, 1964 року народження, освіта вища, безпартійний | 31.10.2010   |                 |

Примітка: таблиця складена за даними джерела

## Населення
Згідно з переписом УРСР 1989 року чисельність наявного населення села становила 779 осіб, з яких 342 чоловіки та 437 жінок.
За переписом населення України 2001 року в селі мешкало 726 осіб.

### Мова
Розподіл населення за рідною мовою за даними перепису 2001 року:
| Мова       | Відсоток |
| ---------- | -------- |
| українська | 94,49 %  |
| російська  | 2,75 %   |
| вірменська | 1,24 %   |
| молдовська | 0,96 %   |
| білоруська | 0,14 %   |
| інші       | 0,42 %   |